# Pterula typhuloides
Pterula typhuloides är en svampart som beskrevs av Corner 1950. Pterula typhuloides ingår i släktet Pterula och familjen mattsvampar.   Inga underarter finns listade i Catalogue of Life.